# Pterocactus valentini
Pterocactus valentini är en kaktusväxtart som beskrevs av Carlos Luis Spegazzini. Pterocactus valentini ingår i släktet Pterocactus och familjen kaktusväxter. Inga underarter finns listade i Catalogue of Life.